# John Mensah
John Mensah (* 29. November 1982 in Obuasi) ist ein ehemaliger ghanaischer Fußballspieler.

## Karriere

### Verein
Der Abwehrspieler John Mensah kam wie so viele junge Spieler als Jugendlicher nach Italien, um Fußballprofi zu werden und spielte von 1999 bis 2000 bei einem Jugendclub in Bologna. Seinen ersten Vertrag erhielt er 2001 in der Schweiz beim AC Bellinzona, wo er allerdings nur acht Spiele absolvierte und nach der Saison zum CFC Genua wechselte. Weitere Stationen in Italien waren Chievo Verona, der FC Modena und US Cremonese. Ab Januar 2006 spielte er in Frankreich bei Stade Rennes.
Zur Saison 2008/09 wechselte Mensah für eine Ablöse von 8,4 Millionen Euro zum französischen Meister Olympique Lyon. Dort erhielt er einen Vertrag bis 2013 und trug die Rückennummer 12. Da er sich im weiteren Verlauf keinen Stammplatz sichern konnte, wurde er im August 2009 zum englischen Erstligisten FC Sunderland verliehen.
Auf Grund von mangelnden Chancen auf einen Stammplatz bei Lyon wurde Mensah eine weitere Saison an Sunderland ausgeliehen. Dieses Mal wurde jedoch eine Kaufoption in den Leihvertrag geschrieben, die nach 25 absolvierten Spielen für den Premier-League-Klub automatisch in Kraft tritt. Nachdem er im Sommer 2011 nach Lyon zurückgekehrt war, setzte ihn eine langanhaltende Verletzung außer Gefecht, sodass er in der folgenden Spielzeit kaum eingesetzt werden konnte. Im Sommer 2012 beendete er seinen Vertrag in Frankreich und kehrte in seine Heimat zurück. Dort stand er ein Jahr bei Asante Kotoko SC unter Vertrag. Nach einer Station in der Slowakei beim FC Nitra, beendete Mensah 2016 in Schweden bei AFC Eskilstuna seine Karriere.

### Nationalmannschaft
Von 2001 bis 2012 war John Mensah Nationalspieler für Ghana. Er nahm an den Olympischen Spielen 2004 in Athen teil und gehörte zum Kader Ghanas bei der Fußball-Weltmeisterschaft 2006 in Deutschland und bei der Fußball-Weltmeisterschaft 2010 in Südafrika.